# 쉬즈 퍼니 댓 웨이
《쉬즈 퍼니 댓 웨이》(영어: She's Funny That Way)는 미국에서 제작된 피터 보그다너비치 감독의 2014년 스크루볼 코미디 영화이다. 오언 윌슨, 이머전 푸츠, 캐스린 한, 윌 포테이, 리스 이반스, 제니퍼 애니스턴 등이 출연하였고, 조지 드러쿨리어스 등이 제작에 참여하였다.

## 출연진
- 오언 윌슨
- 이머전 푸츠
- 캐스린 한
- 윌 포테이
- 리스 이반스
- 제니퍼 애니스턴
- 오스틴 펜들턴
- 조지 모포건
- 시빌 셰퍼드
- 리처드 루이스
- 시드니 루커스
- 데비 메이자
- 일리아나 더글러스
- 제니퍼 에스포지토
- 토바 펠드슈
- 조애나 럼리
- 존 로빈슨
- 아나 오라일리
- 루시 펀치
- 포피 델러빈
- 콜린 캠프

카메오 출연
- 테이텀 오닐
- 제이크 호프먼
- 쿠엔틴 타란티노
- 마이클 섀넌

## 기타 제작진
- 총괄 제작: 웨스 앤더슨
- 의상: 페기 A. 슈니처